# NGC 5721
NGC 5721 est une lointaine galaxie lenticulaire (elliptique ?) située dans la constellation du Bouvier. Sa vitesse par rapport au fond diffus cosmologique est de 10 998 ± 10 km/s, ce qui correspond à une distance de Hubble de 162 ± 11 Mpc (∼528 millions d'al). NGC 5721 a été découverte par l'astronome irlandais R. J. Mitchell en 1855.
À ce jour, une mesure non basée sur le décalage vers le rouge (redshift) donne une distance d'environ 163,000 Mpc (∼532 millions d'al). Cette valeur est à l'intérieur des valeurs de la distance de Hubble.